# E61号線
E61号線 (E61ごうせん、英: European route E61) はヨーロッパを南北に結ぶ欧州自動車道路のAクラス幹線道路。
オーストリアのフィラッハを基点にスロベニア、イタリアを経由し、クロアチアのリエカまでを結ぶ。

## 経路

### 経過する主要都市
- オーストリア
  - E55号線,E66号線 - フィラッハ
- スロベニア
  - E652号線 - ナクロ
  - E57号線,E70号線 - リュブリャナ
- イタリア
  - E70号線 - トリエステ
- スロベニア
- クロアチア
  - E65号線,E751号線 - リエカ